# Words (álbum)
Words es el álbum debut del cantante F. R. David. La canción del mismo nombre, "Words", fue un éxito en Europa, alcanzando la posición 1 en España  y 2 en los charts británicos.

## Lista de canciones
1. "Words" - 3:31
2. "Someone To Love" - 3:28
3. "Take Me Back" - 3:51
4. "Pick Up The Phone" - 4:00
5. "Music" - 3:15
6. "Rocker Blues" - 3:33
7. "Givin' It Up" - 3:17
8. "He" - 3:18
9. "Porcelain Eyes" - 2:38
10. "Can't Get Enough" - 3:58